# Bas-Saint-Laurent
Bas-Saint-Laurent (AFI: /bɑsɛ̃lorɑ̃/), significando Bajo San Lorenzo en español, es una región administrativa de la provincia canadiense de Quebec. Está situada en la margen sur del estuario del San Lorenzo y una parte de la península de Gaspesia. Se compone de 8 municipios regionales de condado (MRC) y de 114 municipios y 16 otros territorios.

## Geografía

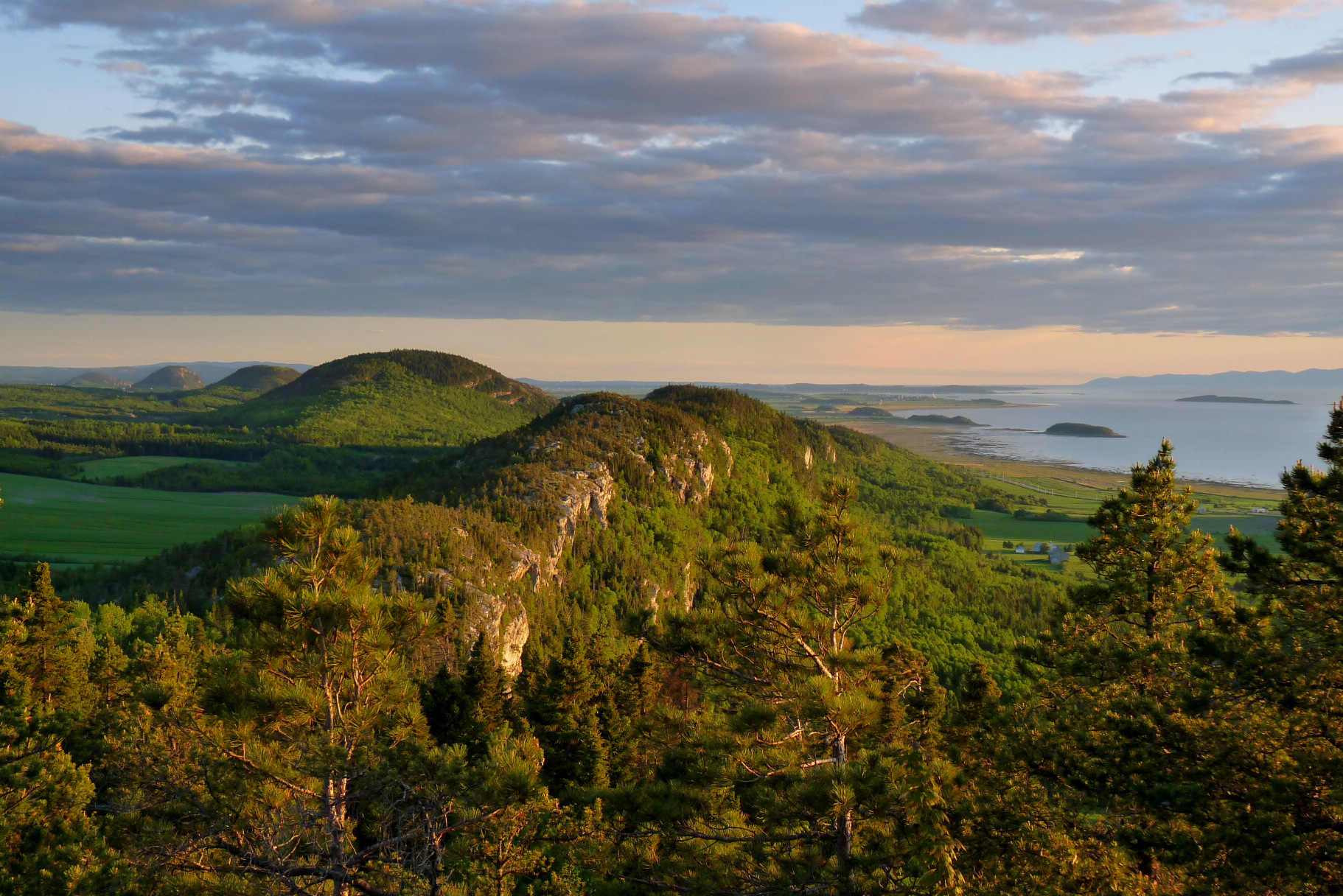
Colinas y litoral en Saint-André (Kamouraska).

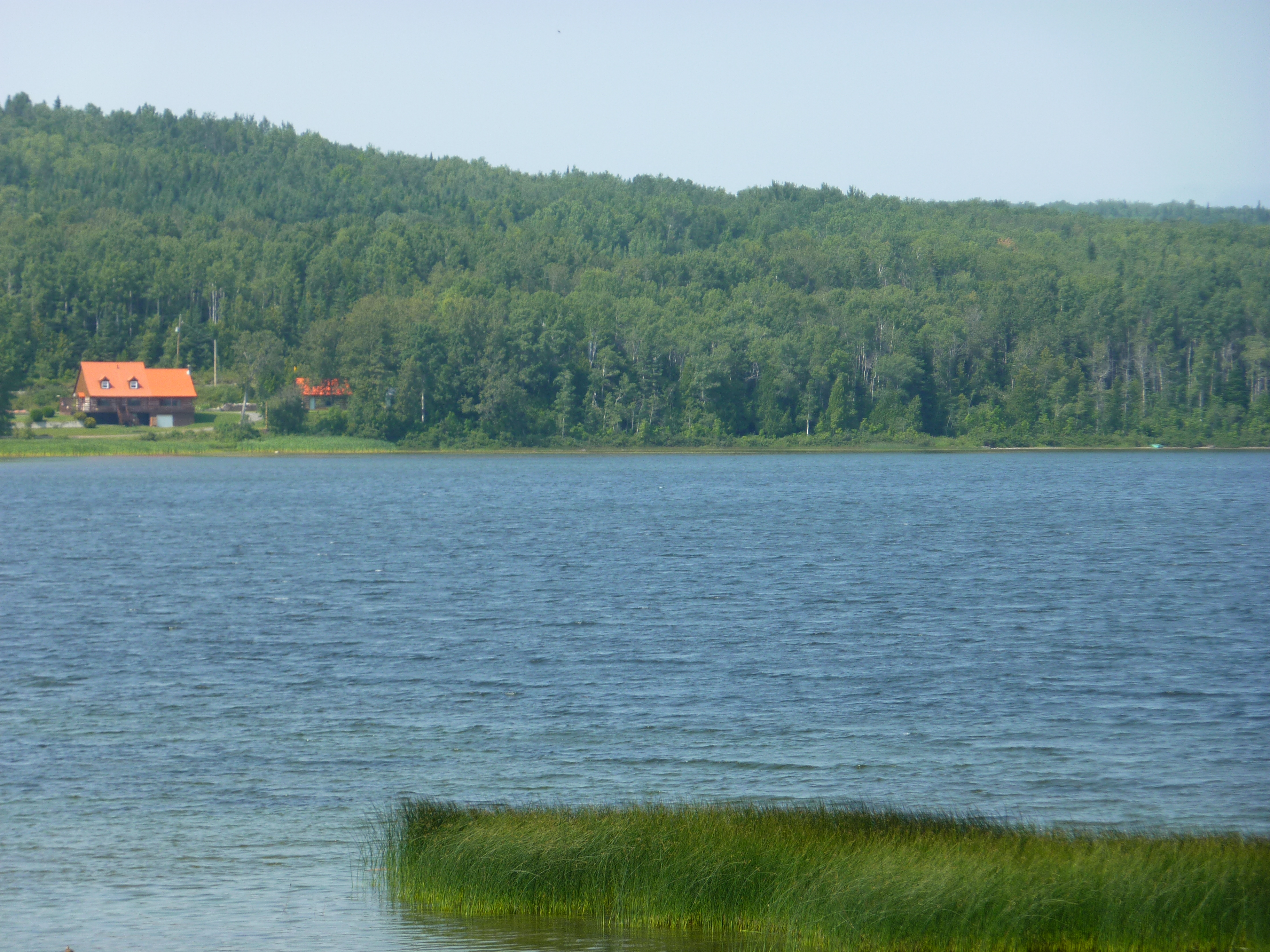
Lago Matapédia (La Matapédia).

Bas-Saint-Laurent forma un rectángulo en la margen sur del estuario del San Lorenzo, delimitado al sureste con el estado de Maine y Nuevo Brunswick y entre las regiones de Chaudière-Appalaches al suroeste y de Gaspésie–Îles-de-la-Madeleine al noreste. En la ribera opuesta del estuario se encuentran las regiones de Capitale-Nationale y de Côte-Nord. Las terrazas fértiles a lo largo del San Lorenzo y los montes Notre-Dame forman el relieve. Los valles de la Matapédia y de Témiscouata-Madawaska se inseran en los montes Notre-Dame. Estas aguas corren hacia la bahía Chaleur y la bahía de Fundy. Los ríos du Loup, des Trois Pistoles, Rimouski, Mitis y Matane son afluentes del San Lorenzo.

## Urbanismo
Rimouski, la capital de Bas-Saint-Laurent, es un arquidiócesis y una ciudad universitaria cuya influencia se extiende a todo el este de Quebec. Las principales ciudades, centros industriales y comerciales, son La Pocatière, Rivière-du-Loup, Trois-Pistoles y Matane. El Aeropuerto de Mont-Joli presta servicio aéreo en Bas-Saint-Laurent y Gaspésie.

## Historia

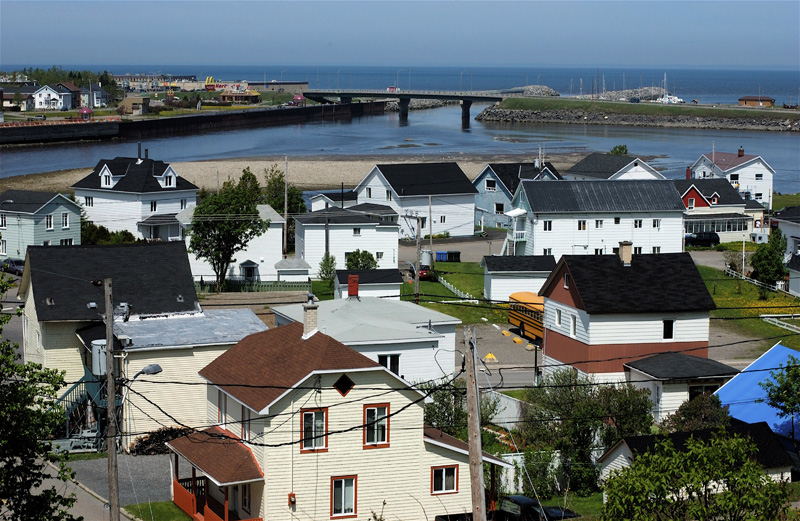
Matane y río Matane (La Matanie).

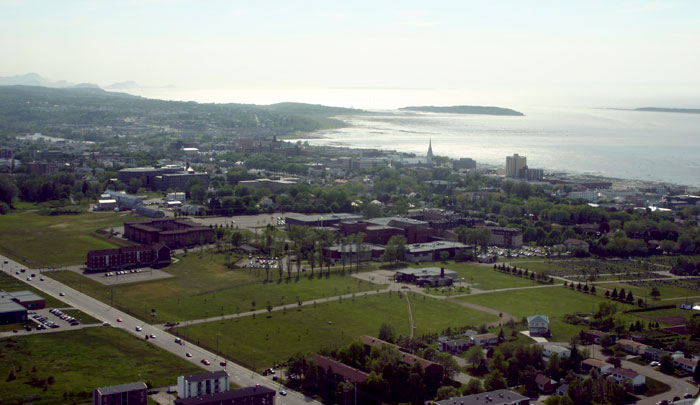
Rimouski.

El término Bas Saint-Laurent designa históricamente el área río abajo de la ciudad de Quebec, más precisamente abajo de Lévis, es decir las regiones de Bellechasse y Côte-du-Sud, que fueron ocupadas en la primera parte del siglo XIX. La denominación fue extensa a los territorios situados más al este en la segunda parte del siglo XIX con su desarrollo. La región era también llamada Bas du Fleuve (Río abajo) o Sud de l'Estuaire (Sur del Estuario) aunque el conjunto de las regiones actuales de Bas-Saint-Laurent y Gaspésie era designado como Est du Québec (Este de Quebec). El límite entre el estuario y el golfo de San Lorenzo se encuentra en Matane, el MRC de La Matanie siendo la parte oriental de la región de Bas-Saint-Laurent. La región administrativa de Bas-Saint-Laurent-Gaspésie (01) fue creada en 1966, con la primera división en regiones. En 1987 la región actual de Bas-Saint-Laurent (01) fue instituida por separación de la región de Bas-Saint-Laurent-Gaspésie, simultáneamente con la región de Gaspésie–Îles-de-la-Madeleine (11).

## Política
Los prefectos de los MRC de Les Basques, Kamouraska, La Matapédia, Témiscouata son elegidos por sufragio universal aunque los de los MRC de La Matanie, La Mitis, Rivière-du-Loup y Rimouski-Neigette son nombrados entre los alcaldes de los municipios del MRC.
Las circunscripciones electorales de la región son Matane-Matapédia, Rimouski, Rivière-du-Loup–Témiscouata y de una parte de Côte-du-Sud a nivel provincial. A nivel federal, son Montmagny—L'Islet—Kamouraska—Rivière-du-Loup (parte), Rimouski-Neigette—Témiscouata—Les Basques y Avignon—La Mitis—Matane—Matapédia (parte). Antes de 2013, los territorios de los MRC de La Mitis, La Matanie y La Matapédia fueron inclusos en la circunscripción de Haute-Gaspésie—La Mitis—Matane—Matapédia.

## Demografía
Según el censo de Canadá de 2011, Bas-Saint-Laurent contaba con 199 977 habitantes. La densidad de población estaba de 9,0 hab./km². Entre 2006 y 2011 hubo un decreciente de 676 habitantes (0,3 %). En 2011 el número total de inmuebles particulares era de 100 303, de los cuales 88 408 estaban ocupados por residentes habituales, otros siendo en mayor parte residencias secundarias.
Evolución de la población total, 1986-2015
- Tasa de natalidad: 7,8 ‰ (2004)
- Tasa de mortalidad: 8,4 ‰ (2003)

Fuente: Institut de la statistique du Québec

## Economía
Las principales actividades económicas primarias son la agricultura y la industria forestal.

## Sociedad

### Educación
Los organismos que administran las escuelas son la Commission scolaire du Fleuve-et-des-Lacs, la Commission scolaire de Kamouraska - Rivière-du-Loup, la Commission scolaire des Monts-et-Marées y la Commission scolaire des Phares.

## Municipios regionales de condado
La región de Bas-Saint-Laurent se compone de 8 municipios regionales de condado (MRC).  Hay 130 entidades locales, incluyendo 114 municipios, 2 comunidades indias y 14 territorios no organizados. Las reservas indias de Cacouna y de Whitworth están ubicadas en el territorio del MRC de Rivière-du-Loup.
MRC de Bas-Saint-Laurent
| Código | MRC o TE (Antiguo nombre, entre paréntesis) | CM | Superficie total (km²) | Superficie (agua) (km²) | Superficie (tierra) (km²) | Población 2014 | Densidad (hab/km²) | Fecha de constitución | Prefecto | Mun. | ERI | TNO | Loc. | Sede                   | Otros municipios más poblados |
| ------ | ------------------------------------------- | -- | ---------------------- | ----------------------- | ------------------------- | -------------- | ------------------ | --------------------- | -------- | ---- | --- | --- | ---- | ---------------------- | ----------------------------- |
| 070    | La Matapédia                                |    | 5432                   | 80                      | 5352                      | 18 169         | 3,4                | 01.01.1982            | E        | 18   | -   | 7   | 25   | Amqui                  | Causapscal                    |
| 080    | La Matanie                                  |    | 5509                   | 2194                    | 3315                      | 21 640         | 6,5                | 01.01.1982            | A        | 11   | -   | 1   | 12   | Matane                 |                               |
| 090    | La Mitis                                    |    | 3247                   | -                       | 3247                      | 18 810         | 5,8                | 01.01.1982            | A        | 16   | -   | 2   | 18   | Mont-Joli              | Sainte-Luce                   |
| 100    | Rimouski-Neigette                           |    | 3733                   | 1041                    | 2692                      | 57 163         | 21,2               | 26.05.1982            | A        | 9    | -   | 1   | 10   | Rimouski               | Saint-Anaclet-de-Lessard      |
| 110    | Les Basques                                 |    | 1586                   | 471                     | 1115                      | 8994           | 8,1                | 01.04.1981            | E        | 11   | -   | 1   | 12   | Trois-Pistoles         |                               |
| 120    | Rivière-du-Loup                             |    | 1782                   | 498                     | 1284                      | 34 688         | 27,0               | 01.01.1982            | A        | 13   | 2   | -   | 15   | Rivière-du-Loup        | Saint-Antonin                 |
| 130    | Témiscouata                                 |    | 4050                   | 151                     | 3899                      | 20 277         | 5,2                | 01.01.1982            | E        | 19   | -   | -   | 19   | Témiscouata-sur-le-Lac | Dégelis, Pohénégamook         |
| 140    | Kamouraska                                  |    | 3065                   | 823                     | 2242                      | 21 294         | 9,5                | 01.01.1982            | E        | 17   | -   | 2   | 19   | Saint-Pascal           | La Pocatière                  |
| 01     | Bas-Saint-Laurent                           |    | 28 404                 | 5258                    | 23 146                    | 201 135        | 8,7                | .                     | ...      | 114  | 2   | 14  | 130  | Rimouski               | Rivière-du-Loup, Matane       |

Mun.: : Comunidad metropolitana; CMQ: Comunidad metropolitana de Quebec; * Parte; Mun. : Número de municipios; ERI : Establecimiento o reserva india; TNO: Territorio no organizado; Loc.: Entidades locales.  Prefecto: (Modo de nombramiento del prefecto): A Para y entre los alcaldes de los municipios del MRC, E Elecciones generales, V Como el territorio equivalente es una ciudad, el alcalde es prefecto también.